# 夕陽 (プロレスラー)
夕陽（ゆうひ、1995年7月30日 - ）は、日本の元女性プロレスラー。筑波大学附属坂戸高等学校卒業。埼玉県朝霞市出身。血液型A型。

## 所属
- プロレスリングZERO1野良犬道場（2012年 - 2014年）

## 経歴
2009年
- ブクロジムに入会して小林聡の指導の下でキックボクシングの練習を開始。そこで練習をしていた日高郁人と出会う[2]。

2011年
- 2月、小林の指導の場がプロレスリングZERO1に移り、「プロレスリングZERO1野良犬道場」を開設すると、そこで日高にスカウトされてプロレス練習も開始[2]。

2012年
- 1月28日、日高がプロデュースするZERO1道場マッチのエキシビションでリングデビュー[2]。
- 4月24日の後楽園ホール大会でデビューが決定。将来的に対戦したい相手として日高が過去に指導したことのある高橋奈苗、夏樹☆たいようとともに愛川ゆず季の名を挙げていた[2]が、その愛川がいきなりデビュー戦の相手に決まった。試合はシャイニング“ゆ”ザードを食らいフォール負け[3][4]。
- 4月28日、2戦目にして朝霞駅前でのチャリティー興行で地元凱旋を果たし、松本浩代（エスオベーション）と対戦[5]。ヒロヨストーンで敗れる。
- 5月3日、3戦目にして初の他団体としてスターダム後楽園大会で紫雷イオと対戦[6]。
- 5月16日、ZERO1後楽園大会で松本と再戦するが、敗れる[7]。
- その後、スターダムへの定期参戦が決まり、5月20日にユニットを決めるドラフトマッチとして同学年の星輝ありさとシングルを行い[8]、引き分け。所属ユニットは愛川率いる「全力女子」となった[9]。
- 6月3日、スターダム大阪ミナミ ムーブ・オン アリーナ大会で初のタッグマッチとして愛川と組み、美闘陽子&松本組と対戦するが、ひろよストーンに屈する[10]。
- 6月10日、スターダム新木場大会で宝城カイリと組み、須佐えり&はるか悠梨組と対戦し、宝城がはるかから奪った勝利ながら初勝利[11]。
- 7月8日、スターダム新木場大会で高橋奈苗と初シングルも冷蔵庫爆弾に屈する[12]。
- 7月22日、スターダム新木場大会でシングルリーグ戦「STARDOM 5★STAR GP2012」の出場者を決めるスターダム・ランブルで一番に出場権を獲得[13]。
- 8月26日、リーグ第2戦で安川惡斗を降しシングル初勝利[14]。
- 10月7日、東京キネマ倶楽部での「Joshi 4 Hope」に参戦してベーダ・スコットとシングル。フィニッシュの450°スプラッシュが炸裂し、初めてとなるZERO1・スターダム以外での試合を勝利で飾った[15]。
- 10月20日、朝霞駅前でアジャ・コング（OZアカデミー女子プロレス）とシングル。ダイビングエルボードロップで撃沈されるが、アジャより「いくぞっていう前に出る気持ちが感じられた」と合格点をもらった[16]。
- 愛川と組み「GODDESSES OF STARDOM」にエントリー。その初戦となった10月27日、須佐えり&NOZOMI（東京女子プロレス）組と対戦し、須佐から直接勝利を奪い白星発進[17]。
- 11月6日、半年振りのZERO1後楽園大会で宝城カイリとの「全力女子」タッグで岩谷麻優&翔月なつみの「PLANET」タッグと対戦。450°スプラッシュで岩谷からフォールを奪いホームリング初勝利を挙げた[18]。
- 11月25日、GODDESSES OF STARDOMリーグ最終戦で夏樹☆たいよう&世IV虎の「川崎葛飾最強伝説」と決勝進出を懸けて対戦するが、たいようちゃん☆ボムに屈し、決勝進出を逃した[19]。
- 12月9日、スターダムの新人王トーナメント「ルーキー・オブ・スターダム2012」に三期生に混じって出場し、1回戦で宝城カイリを退け、決勝でも安川惡斗を降し新人王を獲得。試合後、松本とのタッグで後楽園で川崎葛飾が持つゴッデス・オブ・スターダム王座に挑戦することを表明[20]。
- 12月24日、タッグ王座に挑戦もたいようちゃん☆スパニッシュフライに屈して奪取ならず[21]。
- 週刊プロレス発表「プロレスグランプリ2012」にて新人賞を受賞。

2013年
- 1月1日、ZERO1後楽園大会で里村明衣子（センダイガールズプロレスリング）とシングルも敗れる[22]。
- 1月25日、日高プロデュース道場マッチにて覆面レスラー「SUNSET☆JK」に変身[23]。
- 4月15日、ZERO1後楽園大会でデビュー1周年記念として師匠の日高と同郷の豊田真奈美とシングルも敗戦[24]。
- 4月29日、スターダム両国国技館大会において夏樹☆たいようの持つハイスピード王座に挑戦するが、敗れる[25]。
- 6月2日、スターダム後楽園大会でダーク・エンジェルが持つワンダー・オブ・スターダム王座に挑むが、敗戦。
- 6月23日、スターダム新木場大会でアーティスト・オブ・スターダム王座決定戦として米山香織&宝城カイリと組み、木村響子&ヘイリー・ヘイトレッド&クリスティーナ・フォン・エリー組と対戦して勝利、初タイトルを獲得。
- 7月14日、SUNSET☆JKとして覆面MANIAと新宿プロレス（いずれも新木場）にダブルヘッダー参戦。
- 7月26日、ZERO1芝大会でダイナマイト関西（OZアカデミー）と組み、アジャ・コング&志田光（アイスリボン）組と対戦するが、アジャのダイビングエルボードロップに屈する[26]。
- 8月19日、ZERO1新木場大会で志田光との初シングルを時間切れ引き分け[27]。
- 8月30日、センダイガールズ初参戦。新宿FACEでのメインイベント「新星 vs 重鎮」8人タッグの新星軍として出場するが敗れる[28]。
- 9月6日、ZERO1新木場大会で師匠・日高郁人とシングルで対戦するが、ヒザ十字固めで敗れる[29]（当初日高は天下一Jr.クリスタルウォーズとしてYO-HEY（Fu-Dojo）と対戦する予定だったが、相手負傷欠場のため対戦が消滅し、夕陽が相手に名乗り出た）。
- 10月17日、センダイガールズ後楽園大会でのメインイベント「新星 vs 重鎮 8対8勝ち抜き戦」の6人目として登場し、豊田真奈美、井上貴子（LLPW-X）、ダイナマイト・関西に3連勝し、アジャ・コングに敗れはしたが新生軍の勝利に貢献[30]。
- 10月27日、高円寺フェスにて高橋奈苗と組み、志田光&世羅りさ組と対戦。ケブラーダを披露するも自爆してコンクリートに体を打ち付けてダメージを負うも一番の歓声を浴び、試合は高橋が世羅にダイビングボディープレスを浴びせ勝利[31]。

2014年
- 2月11日、ZERO1後楽園大会にてプロレス引退を発表。高校卒業後の進路を考え、新しくやりたいことが見つかったため[32]。
- 引退発表後は、プロレスリングWAVE、JWP、アイスリボンにも参戦。
- 3月31日、新木場におけるZERO1野良犬道場主催「夕陽FINAL〜卒業SUNRISE」にて同じく引退を控えた夏樹☆たいようと卒業マッチを行い[33]、たいようちゃん☆ボムで敗れるも、松本浩代と世IV虎が対戦希望し、夏樹と組みタッグマッチでひろよストーンからの体固めでフォールされる[34]。

2017年
- 3月、日高祭20に来場。3年ぶりに公の場に登場。

## 得意技
450°スプラッシュ
ジャーマンスープレックス
ハニートラップ
ミドルキックをわざとキャッチさせての飛びつき式首固め。
ハニーフラッシュ
変形バックスピンキック。
619
サッカーボールキック
各種キック

## 入場曲
- キッズ・リターン - 師匠の小林聡が使用していた曲を継承。

## タイトル歴
スターダム
- アーティスト・オブ・スターダム王座（第2代）
- ルーキー・オブ・スターダム 優勝（2012年）

## 人物
- 日高郁人にとって初めて一からプロレスを指導した女子プロレスラー。かつてプロレスリングSUNでもコーチとして指導していたため「（プロレスリング）SUNにはじまりSUNSET（夕陽）に終わる」と表現している[1]。
- ZERO1道場で練習を共にする松本浩代を姉貴分として慕っている[20]。

## テレビ出演
- 爆笑学園ナセバナ〜ル!（2012年11月6日と20日、TBS）